# Campeonato Asiático de Atletismo Sub-18 de 2023
A 5ª edição do Campeonato Asiático de Atletismo Sub-18 foi o evento esportivo organizado pela Associação Asiática de Atletismo (AAA) no Estádio da Federação de Atletismo do Uzbequistão, em Tasquente, no Uzbequistão, entre 27 a 30 de abril de 2023. Foram disputadas 40 provas no campeonato para atletas com idade entre 15 e 17 anos classificados como Juvenil. Teve como destaque a China com 24 medalhas no total, sendo 15 de ouro.

## Quadro de medalhas
O quadro de medalhas foi publicado.
| Ordem | País           | Medalha de ouro | Medalha de prata | Medalha de bronze | Total |
| ----- | -------------- | --------------- | ---------------- | ----------------- | ----- |
| 1     | China          | 16              | 7                | 2                 | 24    |
| 2     | Índia          | 6               | 11               | 7                 | 24    |
| 3     | Cazaquistão    | 3               | 6                | 5                 | 14    |
| 4     | Uzbequistão    | 3               | 3                | 7                 | 13    |
| 5     | Taipé Chinesa  | 3               | 3                | 1                 | 7     |
| 6     | Irão           | 2               | 3                | 2                 | 7     |
| 7     | Coreia do Sul  | 2               | 2                | 1                 | 5     |
| 8     | Tailândia      | 2               | 0                | 1                 | 3     |
| 9     | Hong Kong      | 1               | 2                | 5                 | 8     |
| 10    | Barém          | 1               | 0                | 1                 | 2     |
| 10    | Vietname       | 1               | 0                | 1                 | 2     |
| 12    | Catar          | 1               | 0                | 0                 | 1     |
| 13    | Sri Lanka      | 0               | 2                | 2                 | 4     |
| 14    | Kuwait         | 0               | 1                | 1                 | 2     |
| 15    | Iraque         | 0               | 0                | 2                 | 2     |
| 16    | Arábia Saudita | 0               | 0                | 1                 | 1     |
| 16    | Singapura      | 0               | 0                | 1                 | 1     |
| 16    | Tajiquistão    | 0               | 0                | 1                 | 1     |
| Total | Total          | 40              | 40               | 41                | 121   |

## Medalhistas
Resultados completos foram publicados.

### Masculino
| Evento                      | Ouro                                                                                          | Ouro       | Prata                                                                     | Prata    | Bronze                                                       | Bronze   |
| --------------------------- | --------------------------------------------------------------------------------------------- | ---------- | ------------------------------------------------------------------------- | -------- | ------------------------------------------------------------ | -------- |
| 100 metros                  | Wu Haolin · China                                                                             | 10.55      | Chan Yat Lok · Hong Kong                                                  | 10.61    | Nattapon Sookkasem · Tailândia                               | 10.68    |
| 200 metros                  | Meng Desheng · China                                                                          | 21.05      | Zheng Keli · China                                                        | 21.19    | Abhay Singh · Índia                                          | 21.39    |
| 400 metros                  | Nuansi Sarawut · Tailândia                                                                    | 46.92      | Lin Chao-cheng · Taipé Chinesa                                            | 47.95    | Hsiung Chen-yo · Taipé Chinesa                               | 47.97    |
| 800 metros                  | Chiang Yi-an · Taipé Chinesa                                                                  | 1:55.46    | Mani Mokhtarinikou Irão                                                   | 1:55.68  | Abdulmajeed Yousef Al-Ghafry · Arábia Saudita                | 1:56.18  |
| 1 500 metros                | Priyanshu · Índia                                                                             | 3:57.37    | Rahul Sarnaliya · Índia                                                   | 3:59.43  | Arsalan Hamidi Irão                                          | 4:02.08  |
| 3 000 metros                | Aman Kumar · Índia                                                                            | 8:39.15    | Yogeswar Rajasekaran · Índia                                              | 8:39.85  | Zainulabdeen Mokhles Al-Shamkhee · Iraque                    | 8:42.36  |
| 110 metros barreiras        | Wu Yu-ting · Taipé Chinesa                                                                    | 13.53      | Wang Zijian\| · China                                                     | 13.67    | Sandeep Vinodkumar · Índia                                   | 13.80    |
| 400 metros barreiras        | Mahamat Abakar · Catar                                                                        | 50.91      | Bapi Hansda · Índia                                                       | 51.38    | Kupa Liyanage Akalanka · Sri Lanka                           | 51.40    |
| 2.000 metros com obstáculos | Yusuf Azariyan Irão                                                                           | 5:55.84    | Sumit Rathee · Índia                                                      | 5:58.69  | Mustafa Mohsen Al-Khazaali · Iraque                          | 6:01.97  |
| Revezamento medley          | Tailândia · Chutithat Pruksorranan · Wirayut Daenkhanob · Nattapon Sookkasem · Nuansi Sarawut | 1:52.59    | Índia · Abhay Singh · Muhammad Reyan · Sharan Megavarnam · Navpreet Singh | 1:52.96  | China · Yue Haotian · Wu Haolin · Meng Desheng · Wang Zijian | 1:53.40  |
| Marcha atlética 10 km       | Feng Kai · China                                                                              | 42:33.10   | Li Yapeng · China                                                         | 43:03.00 | Babendra Singh · Índia                                       | 43:16.95 |
| Salto em altura             | Devdavs Ismailov · Uzbequistão                                                                | 2.06 m     | Nilupul Pehesara · Sri Lanka                                              | 2.01 m   | Đỗ Hoàng Nghĩa · Vietname · Kim Hyeon-sik · Coreia do Sul    | 2.01 m   |
| Salto com vara              | Lian Chunxin · China                                                                          | 5.01 m     | Thushen Silva · Sri Lanka                                                 | 4.70 m   | Maksim Balabin · Cazaquistão                                 | 4.8065 m |
| Salto em comprimento        | Zhang Shenming · China                                                                        | 7.64 m (w) | Li Chengliang · China                                                     | 7.61 m   | Abdullah Al-Azemi · Uzbequistão                              | 7.42 m   |
| Salto triplo                | Zhang Huayong · China                                                                         | 15.67 m    | Kim Eung-yo Coreia do Sul                                                 | 15.08 m  | Gan Ziyi · China                                             | 15.05 m  |
| Arremesso de peso           | Park Si-hoon Coreia do Sul                                                                    | 20.11 m    | Abduazim Rakhmatullayev · Uzbequistão                                     | 17.47 m  | Abdulrahman Al-Qahtani · Kuwait                              | 17.42 m  |
| Lançamento de disco         | Choi Jae-no Coreia do Sul                                                                     | 54.59 m    | Ritik · Índia                                                             | 54.03 m  | Abduazim Rakhmatullayev · Uzbequistão                        | 54.00 m  |
| Lançamento do martelo       | Mahdi Haftcheshmeh Irão                                                                       | 68.64 m    | Ali Al-Naser · Kuwait                                                     | 67.66 m  | Narpat Singh · Índia                                         | 67.26 m  |
| Lançamento do dardo         | Chiu Shao-en · Taipé Chinesa                                                                  | 68.51 m    | Arjun Arjun · Índia                                                       | 66.99 m  | Maman Nurdaulet · Cazaquistão                                | 65.71 m  |
| Decatlo                     | Ivan Sening · Cazaquistão                                                                     | 6590 pts   | Sina Afshinfar Irão                                                       | 6317 pts | Lucas Fun Le Cong Singapura                                  | 6277 pts |

### Feminino
| Evento                      | Ouro                                                                                    | Ouro        | Prata                                                                                 | Prata    | Bronze                                                                                 | Bronze   |
| --------------------------- | --------------------------------------------------------------------------------------- | ----------- | ------------------------------------------------------------------------------------- | -------- | -------------------------------------------------------------------------------------- | -------- |
| 100 metros                  | Layla Kamal · Barém                                                                     | 11.77       | Abinaya Rajarajan · Índia                                                             | 11.82    | Li Tsz To · Hong Kong                                                                  | 11.84    |
| 200 metros                  | Li Tsz To · Hong Kong                                                                   | 24.27       | Rezoana Mallick Heena · Índia                                                         | 24.38    | Layla Kamal · Barém                                                                    | 24.48    |
| 400 metros                  | Rezoana Mallick Heena · Índia                                                           | 52.98       | Sofya Kidenko · Cazaquistão                                                           | 55.74    | Karlsson Jane Christa Ming Suet · Hong Kong                                            | 55.82    |
| 800 metros                  | Li Yaxuan · China                                                                       | 2:10.47     | Chen Jie-an · Taipé Chinesa                                                           | 2:12.59  | Nirmali Wickramasinghe · Sri Lanka                                                     | 2:17.04  |
| 1 500 metros                | Nguyen Khanh Linh · Vietname                                                            | 4:35.15     | Aiana Bolatbekkyzy · Cazaquistão                                                      | 4:36.75  | Maftuna Akhmedova · Uzbequistão                                                        | 4:39.57  |
| 3 000 metros                | Vanshika · Índia                                                                        | 10:15.16    | Anju Bala · Índia                                                                     | 10:22.86 | Bogdana Grigoryeva · Cazaquistão                                                       | 10:29.19 |
| 100 metros barreiras        | Wu Binbin · China                                                                       | 13.20 AU18R | Chloe Pak Hoi Man · Hong Kong                                                         | 13.60    | Yi Yu Pui · Hong Kong                                                                  | 14.49    |
| 400 metros barreiras        | Anastassiya Koloda · Cazaquistão                                                        | 1:00.63     | Yekaterina Koloda · Cazaquistão                                                       | 1:02.57  | Sabrina Goyibnazarova · Uzbequistão                                                    | 1:04.06  |
| 2.000 metros com obstáculos | Muhayyo Muhammadjonova · Uzbequistão                                                    | 7:17.42     | Chu Chien-yu · Taipé Chinesa                                                          | 7:16.54  | Nigoray Amirkhon · Tajiquistão                                                         | 7:17.42  |
| Revezamento medley          | Índia · Mohur Mukherjee · Abinaya Rajarajan · Shireen Ahluwalia · Rezoana Mallick Heena | 2:11.21     | Cazaquistão · Angelina Volodkina · Mariya Shuvalova · Milana Zubareva · Sofya Kidenko | 2:12.39  | Hong Kong · Wong Wang Chi · Li Tsz To · Chow Chi Kiu · Karlsson Jane Christa Ming Suet | 2:12.76  |
| Marcha atlética 5 km        | Yang Xizhen · China                                                                     | 22:32.61    | Liu Biling · China                                                                    | 22:56.30 | Aarti · Índia                                                                          | 24:29.14 |
| Salto em altura             | Pooja · Índia                                                                           | 1.77 m      | Arina Malyugina · Cazaquistão                                                         | 1.75 m   | Emiliya Rudina · Uzbequistão                                                           | 1.69 m   |
| Salto com vara              | Zhang Zixuan · China                                                                    | 3.80 m      | Elmira Kabirova · Cazaquistão                                                         | 3.70 m   | Riza Mukametkali · Cazaquistão                                                         | 3.60 m   |
| Salto em comprimento        | Wu Binbin · China                                                                       | 6.41 m      | Sharifa Davronova · Uzbequistão                                                       | 6.22 m   | Mubassina Muhammad · Índia                                                             | 5.90 m   |
| Salto triplo                | Sharifa Davronova · Uzbequistão                                                         | 13.99 m     | Wu Jialing · China                                                                    | 12.70 m  | Elizaveta Yakimenko · Cazaquistão                                                      | 12.06 m  |
| Arremesso de peso           | Tian Xinyi · China                                                                      | 18.56 m     | Xu Mengshu · China                                                                    | 16.57 m  | Anupriya Valliyot Sasi · Índia                                                         | 16.37 m  |
| Lançamento de disco         | Su Yixin · China                                                                        | 50.69 m     | Mahliyo Makhmudova · Uzbequistão                                                      | 35.17 m  | Shahzoda Shozodova · Uzbequistão                                                       | 32.44 m  |
| Lançamento do martelo       | Zhang Jiale · China                                                                     | 66.81 m     | Zahra Memari Irão                                                                     | 54.18 m  | Masoumeh Yousefishorehgol Irão                                                         | 53.58 m  |
| Lançamento do dardo         | Fang Yuting · China                                                                     | 51.23 m     | Yoon Eun-hwan Coreia do Sul                                                           | 49.01 m  | Cyrene Hui · Hong Kong                                                                 | 47.86 m  |
| Heptatlo                    | Irina Konichsheva · Cazaquistão                                                         | 5154 pts    | Mohur Mukherjee · Índia                                                               | 4862 pts | Anna Chikalova · Uzbequistão                                                           | 4739 pts |